# Jean-Luc Dehaene
Pour les articles homonymes, voir Dehaene.
Jean-Luc Dehaene , né le 7 août 1940 à Montpellier (France) et mort le 15 mai 2014 à Quimper (France), est un homme d'État belge du parti CD&V (Parti chrétien-démocrate flamand, membre du Parti populaire européen). Membre pendant ses études de la Conférence Olivaint de Belgique, il est licencié en Droit et en Économie des Universités de Namur et de Louvain. Il est Premier ministre de Belgique entre 1992 et 1999 et vice-président de la Convention européenne qui négocie le Traité établissant une constitution pour l'Europe finalement rejeté en 2005.

## Biographie

### Origines
Jean-Luc Joseph Marie Dehaene est le fils d'un psychiatre de Bruges. Il naît dans le sud de la France, à Montpellier, où sa famille se réfugie au début de la Seconde Guerre mondiale lors de l'invasion de la Belgique.

### Débuts en politique
Jean-Luc Dehaene commence sa carrière politique chez les jeunes CVP dans les années 1960. Il en devient le vice-président en 1967.
Il gravit les échelons du CVP au fil des années et intègre plusieurs cabinets ministériels dans les années 1970 et au début des années 1980.
Il devient ministre des Affaires sociales et des Réformes institutionnelles dans le gouvernement Martens V, poste qu'il conservera jusqu'en 1988.
Il est ensuite élu député de la Chambre des représentants à la suite des élections législatives de 1987.

### Gouvernement DehaeneI(1992-1995)
Il est nommé Premier Ministre en mars 1992. Le gouvernement Dehaene I (CVP-PSC-PS-SP) est marqué par la démission de plusieurs ministres notamment à la suite de l'affaire Agusta, le décès du roi Baudouin, la présidence belge de l'Union européenne lors du deuxième semestre de 1993 et une nouvelle réforme de l'État : la Belgique devient un État fédéral en 1993.
C'est le gouvernement Dehaene-Di Rupo qui avait ordonné début avril 1994 le retour du contingent des casques bleus belges du Rwanda, ce qui laissait le libre cours aux tueurs hutus au début du génocide rwandais.
En 1994, il est pressenti pour succéder à Jacques Delors comme président de la Commission européenne. Cette possibilité échoue lors du sommet européen de Corfou du fait d’un veto britannique.
De retour d'un voyage officiel aux États-Unis, Jean-Luc Dehaene annonce, le 17 février 1995, des élections anticipées en mai, car il estime que le futur gouvernement (les élections devaient normalement avoir lieu en octobre) doit élaborer lui-même le budget 1996.

### Gouvernement DehaeneII(1995-1999)
Étant donné que le CVP reste premier parti de Flandre après les élections, le roi Albert II nomme en mai 1995 formateur Jean-Luc Dehaene, qui peut prendre la tête du gouvernement Dehaene II (CVP-PSC-PS-SP) après un mois de négociation. Sur le plan économique, sa grande réussite reste l'entrée de la Belgique au sein de la zone euro.
Ce gouvernement est marqué par l'affaire Dutroux qui éclate en août 1996. Jean-Luc Dehaene sera critiqué parce qu'il reste en vacances en Sardaigne et empêche le roi Albert II et la reine Paola de revenir en Belgique pour s'associer à la douleur des parents. À la suite du succès de la Marche blanche en octobre 1996, il consent à créer le centre international pour enfants disparus Child Focus à Bruxelles et à lancer sans grand succès les réformes de la justice et de la police. En 1998, l'évasion de Marc Dutroux entraîne la démission des ministres de la Justice et de l'Intérieur.
Quelques semaines avant les élections législatives, régionales et européennes du 13 juin 1999, le scandale de la dioxine éclate. Diverses analyses concluent qu'il existe un risque de contamination de certaines farines animales par du PCB. De nombreux produits sont retirés provisoirement de la vente. Mais l'affaire prend un tournant politique lorsqu'on apprend que le gouvernement Dehaene II semblait au courant de ces analyses depuis plusieurs semaines et ne les avaient pas rendues publiques. Les ministres de la Santé Publique (Marcel Colla - SP.a) et de l'Agriculture (Karel Pinxten - CVP), démissionnent.

### Politique belge après 1999
Après la constitution du gouvernement Verhofstadt I en juillet 1999, le roi Albert II accorde le titre honorifique de Ministre d'État à Jean-Luc Dehaene.
À l'automne 2000, Jean-Luc Dehaene se présente aux élections communales de Vilvorde et est élu bourgmestre. Réélu en 2006, il n'a cessé d'affirmer la présence flamande dans sa commune flamande avec une forte minorité francophone.
À la suite des élections du 10 juin 2007, Jean-Luc Dehaene est nommé négociateur par le roi Albert II afin de faciliter le travail du formateur du futur gouvernement fédéral. Il prône une coalition entre les sociaux-chrétiens et les libéraux. Sa mission s'arrête relativement brutalement le 14 juillet lorsqu'Yves Leterme est nommé formateur. Selon certaines rumeurs, Jean-Luc Dehaene aurait demandé à être déchargé de cette fonction parce qu'il estimait qu'Yves Leterme négociait secrètement à son insu. En août 2007, Jean-Luc Dehaene fait partie des ministres d'État consultés officiellement par le roi Albert II pour sortir de la crise politique.
Jean-Luc Dehaene rend son écharpe de bourgmestre de Vilvorde le 3 août 2007 et n'occupe alors plus aucune fonction politique en Belgique. Dans une interview accordée au Soir, M. Dehaene crée la polémique en rejetant sur les francophones les problèmes actuels du fédéralisme belge : « Si, en 1932, la Wallonie avait accepté le régime du bilinguisme, la Belgique ne serait pas ce qu'elle est aujourd'hui. »
À la suite du renflouement du groupe bancaire Dexia, durement touché par la crise des subprimes, par la France, la Belgique et le Luxembourg, Jean-Luc Dehaene devient président du conseil d'administration de ce groupe en 2008.
À partir du 25 novembre 2009, Jean-Luc Dehaene devient commissaire royal aux affaires institutionnelles à la suite de l'entrée en fonction du Gouvernement Leterme II.

### Engagement européen après 1999
Jean-Luc Dehaene est nommé vice-président de la Convention européenne présidée par Valéry Giscard d'Estaing en 2002. À la suite du rejet du Traité établissant une constitution pour l'Europe en 2005, il fait partie du groupe Amato en 2007, chargé de rédiger un projet de traité modificatif.
Par ailleurs, il est membre du conseil d'administration du think tank Les Amis de l'Europe et a été invité à la conférence annuelle du groupe de Bilderberg en 2004. Son engagement européen n'est plus à prouver, récemment il a cosigné le manifeste du Groupe Spinelli pour une Europe plus fédérale.

## Décès
Au début de l'année 2014, un cancer du pancréas est diagnostiqué à Jean-Luc Dehaene. Le 15 mai de la même année, à Briec (Bretagne), lors d'une visite de la biscuiterie Le Glazik du groupe Lotus Bakeries, dont il fut administrateur jusqu'en 2011, il fait un malaise et est emmené par les secours à l'hôpital de Quimper, où il meurt.

## Démêlés fiscaux
En 2012, la presse révèle que Jean-Luc Dehaene doit faire connaître, dans sa déclaration d'intérêts financiers de parlementaire européen, les détails du bonus de 3 millions d'euros qu’il n’a pas inscrits dans sa déclaration de revenus.